# Razredni sovražnik
Razredni sovražnik je slovenski igrani dramski film iz leta 2013. Za režiserja Bička je to celovečerni prvenec.
Razredni sovražnik je po Šelestenju (2002), ki je prav tako nastal pod okriljem Triglav filma, šele drugi film, ki se je v dosedanji zgodovini Festivala slovenskega filma ovenčal tako z vesno za najboljši film kot z nagradama kritikov in občinstva. Leta 2013 je bil slovenski predlog za kandidata za oskarja za najboljši tujejezični film, vendar ni prišel v ožji izbor.[.

### Zgodba
Ljubečo razredničarko Nušo, ki ob odhodu izrazi sočutje z Lukom, ki je ravnokar izgubil mater, na porodniškem dopustu nadomešča Robert, osorni in redkobesedni učitelj nemščine ter ljubitelj Thomasa Manna, ki Sabino, vase zaprto dijakinjo, ki jo je videl igrati Chopina na klavirju, po neuspešnem ustnem preverjanju v svojem kabinetu označi za potencialno zgubo in jo tako spravi v jok. Dekle naredi samomor, kar pove Robert. Njeni sošolci iz 4.C se na to odzovejo z uporom, tudi prek šolskega radia, z nošenjem mask s Sabinino podobo na pustni dan in prižigom sveč na stopnišču. Dijaka Chang, ki ga Špela zaslišuje zaradi neudeležbe na Sabininem pogrebu, in štrebarski Primož se počutita izključena. Robert zavrne koketno učiteljico telovadbe, ki mu je najbolj naklonjena.
Starši krivijo ravnateljico. Ravnateljica, ki se boji za ugled šole, dijake označi za tirane in meni, da je bilo včasih bolje. Robert krivi pretirano liberalen učiteljski zbor. Sabinina mama krivi sebe in moža. Razredničarka da novorojeni hčeri ime po pokojnem dekletu.
Na koncu Robert odide, dijaki pa gredo na končni izlet s trajektom v Grčijo.

## Financiranje in produkcija

### Proračun
Projekt je ocenjen na 565.024 evrov. Podprl ga je Slovenski filmski center (380.000 evrov).

### Izbira igralcev
Mladi igralci so bili poiskani po srednjih šolah s strani režiserja in asistentov Yulie Roschine in Simona Intiharja, končni izbor pa je potekal v studiu Viba film v drugi polovici april 2012 ob prisotnosti producentov ter scenarista Gazvode. V vlogi psihologinje nastopa Estera Dvornik, mama filmskega režiserja Klemna Dvornika in psihologinja v resničnem življenju.

### Snemanje
Snemanje filma je potekalo julija in avgusta 2012 na Gimnaziji Novo mesto in na severnem Jadranu (med Piranom in Benetkami).

### Biček o filmu
Zanj glavna tematika ni bila samomor, ampak revolucije, ki so zmeraj bile in so še zmeraj obsojene na propad. Samomor dijaka, obvestilo po radiu, sveče na stopnišču in napornega profesorja (v njegovem primeru matematike) je potegnil iz svojih neprijetnih izkušenj dijaka 1. letnika srednje šole. Za zgled je imel filme Razred (Entre les murs, 2008) Laurenta Canteta, Skrito (Caché, 2005) in Adžami (Ajami, 2009). Pogovor o delu z naturščiki z režiserjem slednjega, Shanijem, je imel nanj velik vpliv. Po Cantetovem zgledu je z razredom prikazal širše družbene razmere. Naturščike je manipuliral z zbujanjem občutka krivde. Za predsednika razreda je izbral fanta, ki je bil do svoje razredničarke in njega zelo nesramen. Za vloge učiteljev ni izbral naturščikov zaradi težjega prebijanja zidu zadržanosti. Na snemanju ga je branje izraza zguba iz nemškega slovarja presenetilo. V notranjosti je snemal zaradi učinka na gledalca in nižjih stroškov. Nemškega snemalca je spoznal v Franciji kot diplomant. Nemščina je bila izbrana na prvo žogo, da izzove nalepko nacista, ki je po njegovem mnenju kar pogosta. Z izbiro Chopina je naslikal izmuzljivo Sabino. V prizoru potovanja v Grčijo vidi očiščenje in pot v prihodnost. Menil je, da je problem likov dijakov v tem, da se ne poznajo in da je bilo v preteklosti več takih profesorjev, kot Robert. Primerjal ga je z Janezom Rugljem, ki ga ima za modrega in nerazumljenega. O likih dijakov je povedal še, da so agresivni, nesposobni postaviti se zase in zadušeni od lastnih staršev.

## Odziv kritikov in gledalcev

### Kritiki
Marcel Štefančič jr. je napisal, da je pravični profesor Robert žrtev neumnih dijakov, ki mahajo z oznako nacista, čeprav je ne razumejo. Njihovo razredničarko je označil za permisivno kvazidemokratinjo. Na koncu je napisal, da je Sabina edina, ki se je odločila, da nihče ne ve, zakaj se je ubila in se vprašal, zakaj samomora niso storili tudi drugi. Omenil je Cantetov Razred in Lonerganovo Margaret (ocena: »zelo za«). V svoji knjigi Slovenski film 2.0 je film uvrstil v kategorijo Nebesa.
Zdenko Vrdlovec je napisal, da so najbolj glasni v razredu izkoristili Sabinino stisko in jim v resnici ni bilo mar zanjo. Film po njegovem pove tudi to, da se ne ve, kaj je samomor povzročilo. Menil je, da Bičkov film ni slabši od francoskega, z zlato palmo nagrajenega filma Razred Laurenta Canteta. Pohvalil je igralsko zasedbo.
Andrej Gustinčič je pohvalil vzoren scenarij, učinkovit filmski jezik, vodenje amaterskih igralcev in like staršev, zrcalne podobe svojih otrok. Napisal je še, da mu je Robertov način vzgoje zaradi šolanja v New Yorku blizu ter da ga razume kot žrtev.
Nika Mahnič je za Radio Študent napisala, da je lik Zupana, ki ga igra odlični Samobor, upornik proti sistemu, ki v dijaku vidi le denar in da bi jih rad naučil razmišljati. Kot bivša dijakinja je v obrazih v sistem ujetih teles prepoznala disfunkcionalnost trenutnega izobraževalnega sistema. Njihov upor je razglasila za narcisoiden.

### O dijaškem samomoru na splošno
Tina Košir je film uporabila kot iztočnico za pogovor s strokovnjaki in predstavniki dijakov o samomoru med dijaki. Njeno vabilo so zavrnile vse štiri povabljene gimnazijske svetovalne službe. Od svojih sogovornikov je izvedela, da se od mladih pričakuje nečustvenost ter pretirano učinkovitost in ubogljivost, da so njihove interesne dejavnosti vredne le, če se točkujejo za štipendijo in vpis na fakulteto, da pritisk povzroča tudi nedovoljeno vrednotenje gimnazij glede na uspeh na maturi, da se diskriminira tiste, ki nimajo talenta za naravoslovje, da učitelji in starši ne najdejo stika, da je samomor tabu in da je psihološko svetovanje nadstandardna storitev. Koširjeva je na koncu omenila film Abeceda, ki kitajske otroke prikazuje kot papirnate zmaje, ki jih usmerjajo njihovi starši in učitelji. Napisala je, da tisti, ki se v zahodni kvazisvobodni družbi zgražajo nad to oblastjo staršev in učiteljev nad otroci, sebi niso nastavili ogledala. Meni, da smo tudi sami začeli iz svojih otrok delati papirnate zmaje in da potem, ko kakšen od njih pregori, ali drugače pade z neba, ne iščemo vzrokov, ampak raje preusmerimo pozornost na tiste, ki še otopelo plavajo po nebu.

### Obisk v kinu
Film je videlo 57.096 gledalcev.

## Zasedba
| Zaposleni na šoli - Igor Samobor: prof. nemščine Robert Zupan - Nataša Barbara Gračner: ravnateljica prof. Zdenka - Maša Derganc: razredničarka prof. nemščine Nuša - Tjaša Železnik: prof. telovadbe Saša - Robert Prebil: prof. Matjaž - Estera Dvornik: šolska psihologinja Sonja - Peter Teichmeister: hišnik | Dijaki - Voranc Boh: Luka - Jan Zupančič: Tadej - Daša Cupevski: Sabina - Doroteja Nadrah: Mojca - Špela Novak: Špela - Pia Korbar: Maruša - Dan David Mrevlje Natlačen: Primož - Jan Vrhovnik: Nik - Kangjing Qiu: Chang |

## Ekipa
- scenografija: Danijel Modrej
- kostumografija: Bistra Borak
- oblikovanje maske: Petra Hartman
- oblikovanje zvoka: Julij Zornik

## Nagrade
- dve zlati roli za nadpovprečno število gledalcev (podeljujeta Kolosej in Društvo slovenskih filmskih ustvarjalcev)
- Štigličev pogled za režijo (podeljuje Društvo slovenskih režiserjev)
- gong ustvarjalnosti: Rok Biček (podeljujejo uredniki Delove priloge Vikend)[12]

### Festivali
| 16. Festival slovenskega filma 2013 - vesna za najboljši celovečerni film - vesna za najboljšega glavnega igralca: Igor Samobor - vesna za najboljšo stransko igralko: Nataša Barbara Gračner - vesna za najboljšo fotografijo - vesna za najboljšo kostumografijo - nagrada filmskih kritikov za najboljši film FIPRESCI - Teleking nagrada občinstva - Stopov igralec leta: Igor Samobor 28. beneški filmski festival 2013 – mednarodni teden kritike - nagrada Združenja evropskih in sredozemskih filmskih kritikov: FEDEORA Athens Panorama of European Cinema 2013 - nagrada FIPRESCI | Bratislavski mednarodni filmski festival 2013 - nagrada za najboljšega igralca (Igor Samobor) - nagrada FIPRESCI - Grand Prix Castellinaria International Festival of Young Cinema 2013 - nagrada »trije gradovi« Mannheim-heidelberški mednarodni filmski festival 2013 - priporočilo lastnikov kina Bradfordski mednarodni filmski festival 2014 - nagrada za najboljši celovečerni film Angers European First Film Festival 2014 - nagrada občinstva |

### Nominacije
- finalist nagrade Lux (podeljuje Evropski parlament)[13]
- nominacija za leva prihodnosti (beneški filmski festival)[14]

## Izdaje na nosilcih
- Razredni sovražnik. video DVD. Vojnik : Fivia, 2014